# Mackinia continentalis
Mackinia continentalis är en kräftdjursart som beskrevs av Yakov Avadievich Birstein och Ljovuschkin 1965. Mackinia continentalis ingår i släktet Mackinia och familjen Janiridae. Inga underarter finns listade i Catalogue of Life.